# Cipsela (Tracia)

Mapa con algunas de las principales colonias griegas en la antigua Tracia. Cipsela estaba situada al este de Dorisco.

Cipsela (en griego, Κύψελα) es el nombre de una antigua ciudad griega de Tracia.
Estrabón la sitúa cerca de la zona limítrofe que en su tiempo tenía Macedonia, a 120 estadios de la desembocadura del río Hebro.
Según cuenta Polieno, Cipsela fue sitiada por un tal Antíoco —quizá Antíoco II Theos, que murió a mediados del siglo III a. C.— que tenía en su ejército muchos tracios a los que proporcionó adornos de oro y plata. Los de Cipsela, que eran también tracios, cuando vieron a los de su misma raza con semejantes adornos, consideraron que estos eran felices con Antíoco, depusieron sus armas y se hicieron aliados suyos.
Hacia el año 200 a. C., Cipsela fue una de las ciudades tomadas por Filipo V de Macedonia en el marco de la llamada Guerra cretense.
Se identifica con la población moderna de Ipsala.